# Королівські збройні сили Марокко
Королівські збройні сили Марокко (араб. القوات المسلحة الملكية المغربية, латинізована: Al-Quwwat al-Musallaha al-Malakiyah al-Maghribiyah, берберськими мовами: Idwasen Urbiben Igeldanen n Murakuc) — збройні сили Королівства Марокко. Вони складаються з армії, військово-морського флоту, військово-повітряних сил, королівської жандармерії та королівської гвардії
Королівські збройні сили Марокко є великими, дорогими і добре підготовленими, мають великий досвід боротьби з повстанцями, ведення війни в пустелі і проведення комбінованих повітряно-наземних операцій. Подальший досвід був отриманий під час участі в миротворчих операціях.

## Історія
Найстаріші "марокканські" збройні сили — це війська берберських королівств Маурі, що існували приблизно з 225 року до нашої ери. Марокканська армія існувала безперервно з 1088 року під час піднесення імперії Альморавідів в 11 столітті. За часів протекторату (1912—1955) велика кількість марокканців була завербована для служби в полках "Спахі" і "Тірайлер" Французької армії Африки (фр. Armée d'Afrique). Багато з них служили під час Першої світової війни. Під час Другої світової війни понад 300 000 марокканських солдатів (включно з допоміжними військами гум'є) служили у складі сил Вільної Франції в Північній Африці, Італії, Франції та Австрії. Під час двох світових конфліктів марокканські підрозділи отримали від німецьких солдатів прізвисько "Todesschwalben" ("ластівки смерті") за особливу стійкість на полі бою. Після закінчення Другої світової війни марокканські війська увійшли до складу французького Далекосхідного експедиційного корпусу, який брав участь у Першій Індокитайській війні з 1946 по 1954 рік.
Іспанська армія також широко використовувала марокканські війська, набрані в Іспанському протектораті, як під час Війни за Ріф 1921-26 років, так і під час Громадянської війни в Іспанії 1936-39 років. Марокканські Регуларес разом з Іспанським легіоном складали елітну Іспанську армію Африки. В іспанській зоні діяла напіввійськова жандармерія, відома під назвою "Мехаль-ла-Джаліфіанас" і створена за зразком французьких гуммієрів.
Королівські збройні сили були створені 14 травня 1956 року, після того, як у 1955 році був розпущений французький протекторат. 14 000 марокканських військовослужбовців з французької армії і 10 000 з іспанських збройних сил були переведені до новостворених збройних сил, ця кількість була збільшена приблизно на 5 000 колишніх партизанів з "Армії визволення". Близько 2 000 французьких офіцерів і сержантів залишилися в Марокко на короткострокових контрактах, поки навчальні програми у військових академіях Сен-Сір, Толедо і Дар-аль-Байда не випустили достатню кількість марокканських офіцерів. Через чотири роки, в 1960 році, були створені Королівські військово-морські сили Марокко.
Першим бойовим зіткненням марокканських військових як незалежної країни у 20-му столітті була війна в Іфні, за якою відбулося повстання в Ріфі, а потім прикордонна війна 1963 року з Алжиром. На початку 1960-х років марокканські війська були направлені до Конго в рамках першої багатофункціональної миротворчої операції ООН ОНУК, Королівські збройні сили Марокко воювали на Голанському фронті під час війни Судного дня 1973 року (переважно в битві за Ель-Кунейтру) і рішуче втрутилися в конфлікт 1977 року, знаний як Шаба I, щоб врятувати заїрський режим. Після Шаба II Марокко було частиною Міжафриканських сил, розгорнутих на кордоні з Заїром, надавши близько 1 500 військовослужбовців. Королівські збройні сили Марокко також брали символічну участь у війні в Перській затоці серед інших арабських армій.
У 1975-1991 роках марокканські збройні сили вели 16-річну війну проти ПОЛІСАРІО - підтримуваного Алжиром повстанського національно-визвольного руху, який прагнув незалежності Західної Сахари від Марокко. З середини 1980-х років Марокко значною мірою вдавалося стримувати війська ПОЛІСАРІО, побудувавши величезну піщану стіну, укомплектовану армією, чисельність якої приблизно дорівнювала чисельності всього населення Сахари, і оточивши нею південні провінції. Цей мур містив більшість економічно корисних частин Західної Сахари, в тому числі Бу-Краа, Ель-Ааюн і Смару. Марокканська армія знищила всі пости, створені Полісаріо, і здобула переконливу перемогу в більшості битв, але артилерійські обстріли і снайперські атаки з боку партизанів тривали, а Марокко було економічно і політично виснажене війною.
У 1990-х роках марокканські війська вирушили до Анголи з трьома верифікаційними місіями ООН в Анголі - UNAVEM I, UNAVEM II і UNAVEM III. Вони також були в Сомалі разом з UNOSOM I, Об'єднаною оперативно-тактичною групою (UNITAF) на чолі з США, відомою під американською кодовою назвою "Відродити надію", і наступною UNOSOM II. Вони брали участь у бойових діях під час битви за Могадішо, рятуючи американський штурмовий загін для боротьби з бойовиками. Іншими заходами з підтримання миру в 1990-х роках були Тимчасова адміністрація ООН в Камбоджі (UNTAС) в Камбоджі та місії в колишній Югославії: IFOR, SFOR і KFOR.
14 липня 1999 року марокканські збройні сили на запрошення тодішнього президента Франції Жака Ширака взяли участь у параді до Дня взяття Бастилії на Єлисейських полях, що було винятковою подією для нефранцузьких збройних сил.

## Роди військ
Сучасні марокканські збройні сили складаються з наступних родів військ:

### Королівська армія
Королівська марокканська армія є родом військ Королівських збройних сил Марокко, відповідальним за наземні військові операції. Армія налічує близько 175 000 військовослужбовців, у разі війни або стану облоги під командуванням Міністерства оборони перебувають додаткові сили у складі 150 000 резервістів і воєнізованих формувань, у тому числі 20 000 регулярної Королівської марокканської жандармерії і 30 000 допоміжних сил. Марокканська армія допомогла в анексії Західної Сахари, яка є спірною.

#### Королівська гвардія
Марокканська королівська гвардія офіційно є частиною Королівської марокканської армії, проте знаходиться під безпосереднім оперативним контролем Королівського військового дому Його Величності Короля. Єдиним обов'язком гвардії є забезпечення охорони і безпеки короля і королівської сім'ї Марокко, яка налічує 1500 чоловік особового складу.

### Королівські військово-повітряні сили
Королівські військово-повітряні сили Марокко - це військово-повітряні сили Збройних сил Марокко, які налічують 13 000 військовослужбовців і мають на озброєнні понад 300 літальних апаратів. У 21 столітті Королівські ВПС Марокко розпочали програму прогресивної модернізації свого застарілого флоту, а також своїх технічних і оперативних можливостей.

### Королівський військово-морський флот
Королівські військово-морські сили - це вид Збройних сил Марокко, що відповідає за проведення військово-морських операцій і налічує 7800 військовослужбовців. Їх місія включає захист території і суверенітету Марокко, а також контроль над виключною економічною зоною Марокко площею 280 000 квадратних кілометрів (81 000 морських миль). Враховуючи значну протяжність берегової лінії Марокко (2 952 км) і стратегічне розташування над Гібралтарською протокою, Марокко (разом з Іспанією і Великою Британією) бере активну участь у забезпеченні безпеки цієї важливої міжнародної водної артерії.

### Королівська жандармерія
Королівська жандармерія Марокко - це жандармський орган Марокко. Законодавство, яке заснувало Королівську марокканську жандармерію, описує її як державну силу, покликану гарантувати громадську безпеку і громадський порядок, а також виконання законів. Цей законодавчий акт відносить жандармерію до Королівської марокканської армії, яка за своєю структурою, управлінням і формами командування є військовою силою. Вона складається з офіцерів і сержантів.

## Історія участі в миротворчих операціях

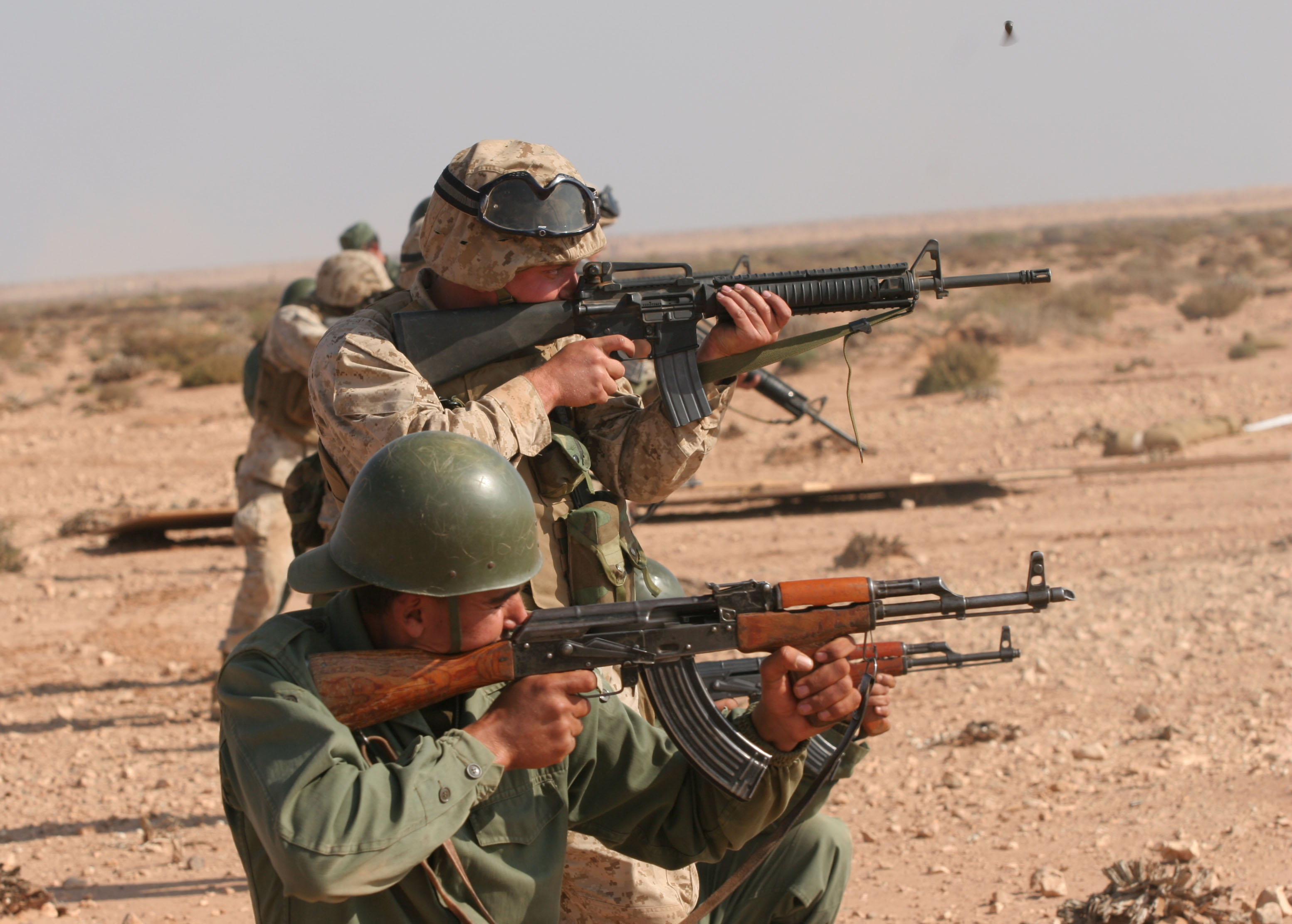
Марокканські солдати тренуються з морськими піхотинцями США

### Конго 1960-1961
Конго Операція Організації Об'єднаних Націй в Конго
До 20 липня 1960 року Марокко розгорнуло в Конго 1250 військовослужбовців.

### Сомалі 1992-1994
Сомалі UNOSOM I, UNITAF, UNOSOM II

### Боснія і Герцеговина 1996-2007
Боснія і Герцеговина IFOR, SFOR, EUFOR Althea

### Косово 1998-1999
Косово Війна в Косово
Марокко направило одну роту солдатів для участі в міжнародних миротворчих силах на чолі з НАТО, які відповідали за створення безпечного середовища в Косово.

### Гаїті 2004-2006
Гаїті MINUSTAH
У 2004 році Марокко надало піхотну роту до складу спільного іспансько-марокканського батальйону, який був розгорнутий у Форт-Ліберте на північному сході Гаїті. Розбіжності між Організацією Об'єднаних Націй та іспанським урядом призвели до того, що Іспанія вийшла з місії, залишивши марокканцям відповідальність за значно більшу територію, ніж було заплановано спочатку. Останні марокканські війська залишили Гаїті в 2006 році, і сектор був прикритий батальйоном з Уругваю, який вже мав інший підрозділ на півдні країни. Близько шести офіцерів марокканської армії служили в штабі місії в цей період.

### Демократична Республіка Конго з 1999 року
Конго MONUSCO
Марокко направило 926 марокканських солдатів, один механізований піхотний батальйон і один польовий госпіталь для участі в зусиллях Ради Безпеки ООН з моніторингу мирного процесу у Другій війні в Конго.

### Кот-д'Івуар з 2004 року
Кот-д'Івуар ONUCI
Марокко направило один піхотний батальйон для участі в миротворчій місії ONUCI, метою якої є "сприяння виконанню івуарійськими сторонами мирної угоди, підписаної ними в січні 2003 року" (яка мала на меті припинення громадянської війни в Кот-д'Івуарі). Двома основними івуарійськими сторонами тут є урядові війська, які контролюють південь країни, і "Нові сили" (колишні повстанці), які контролюють північ. Місія UNOCI має на меті контролювати "зону довіри" в центрі країни, що розділяє ці дві сторони.

### Центральноафриканська Республіка з 2013 року
Центральноафриканська Республіка BINUCA, MINUSCA
Королівські збройні сили Марокко відправили 25 грудня 2013 року контингент з 777 марокканських солдатів до Центральноафриканської Республіки, які будуть розгорнуті в складі Об'єднаного представництва ООН з розбудови миру (BINUCA). Марокканська влада також заявила, що готова підтримати Центральноафриканську Республіку на її шляху до миру і стабільності.

## Гасло
Девіз Королівських збройних сил Марокко, який прикрашає кожну військову базу, прапор і корабель, звучить так: "Бог, Батьківщина і Король".
- Бог: Творець усієї долі, з Його Милосердя, з якого ми черпаємо, Він скеровує наш вибір на правильний шлях.
- Батьківщина: Земля, яка народжує наші щедроти, з якої ми живимося, оберігаємо її цілісність і захищаємо від усіх ворогів.
- Король: Наш полководець і провідник, він керує нашим відродженням і розвитком, захисник прав нашого народу".

## Галерея

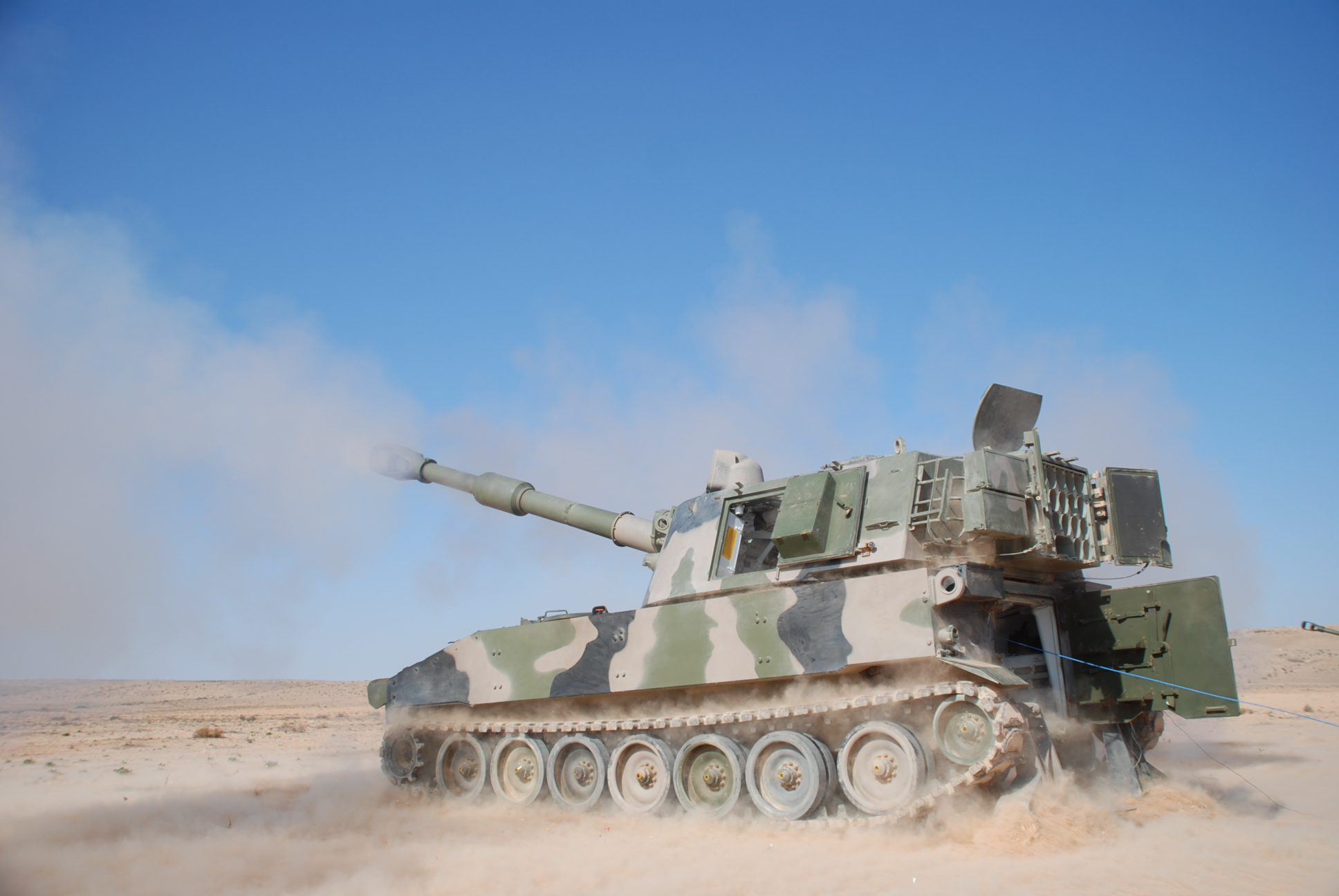
Гаубиця M109A5 RMA.
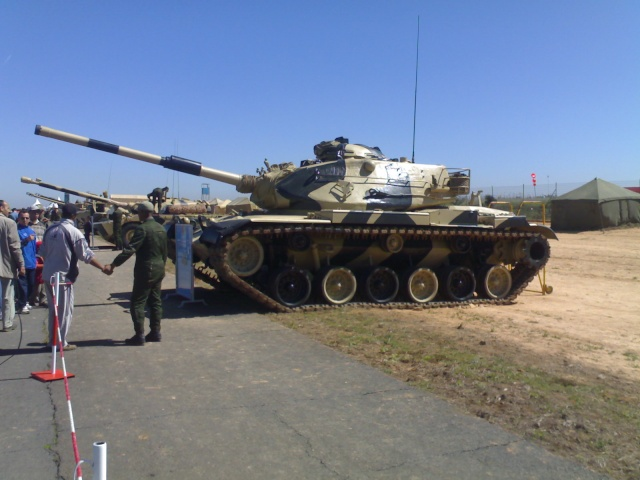
Марокканський M60A3 під час армійської виставки 2006 року.
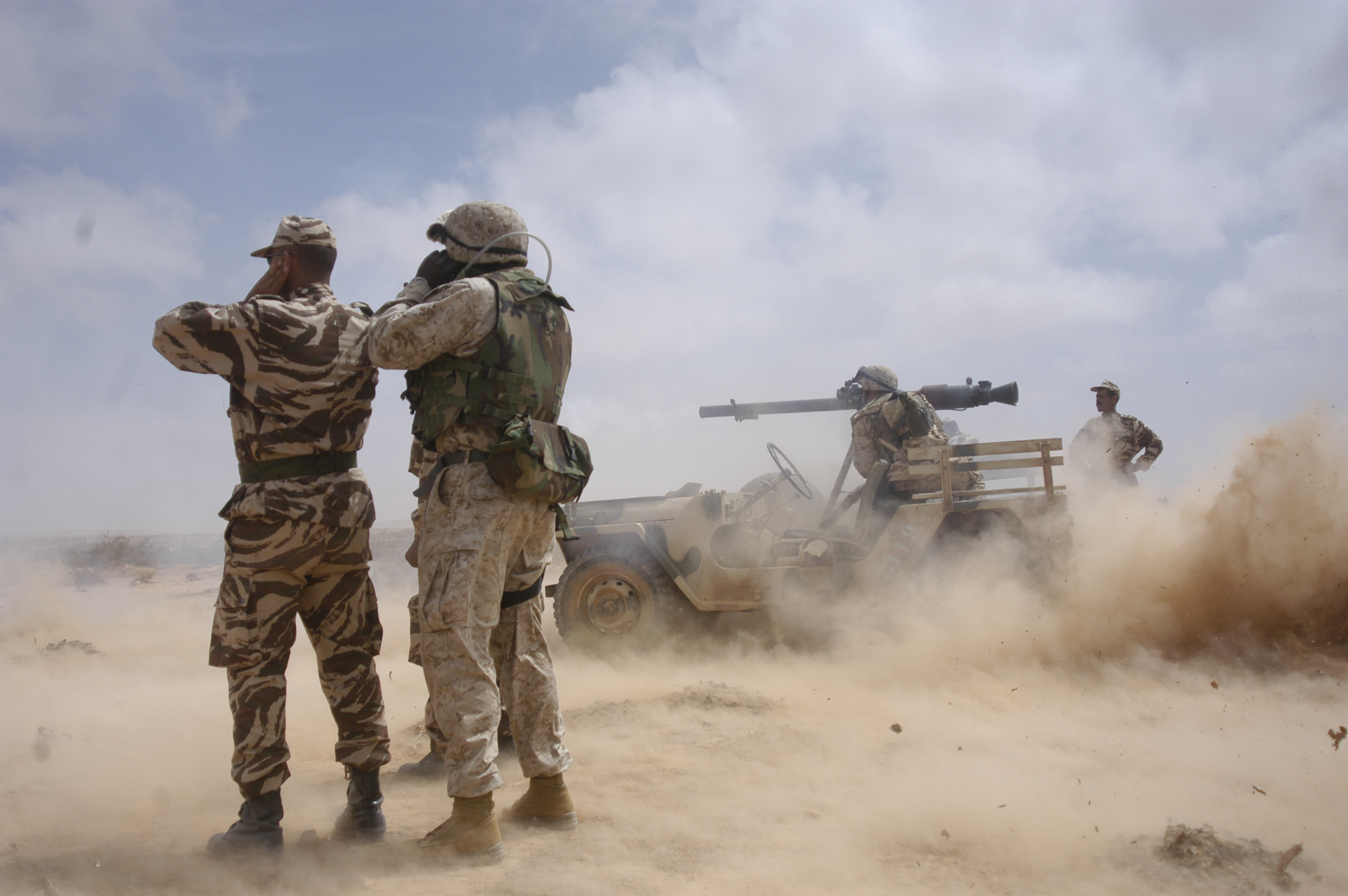
Морські піхотинці США та марокканські солдати під час навчань "Африканський лев" у Тан-тані.
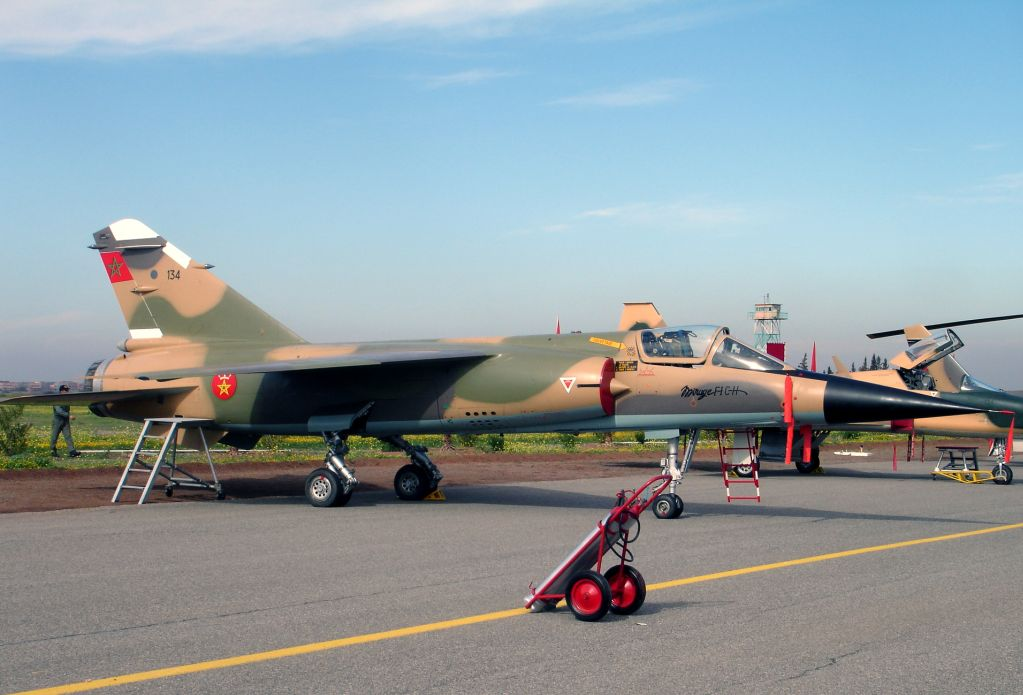
Королівські ВПС Марокко Mirage F1.
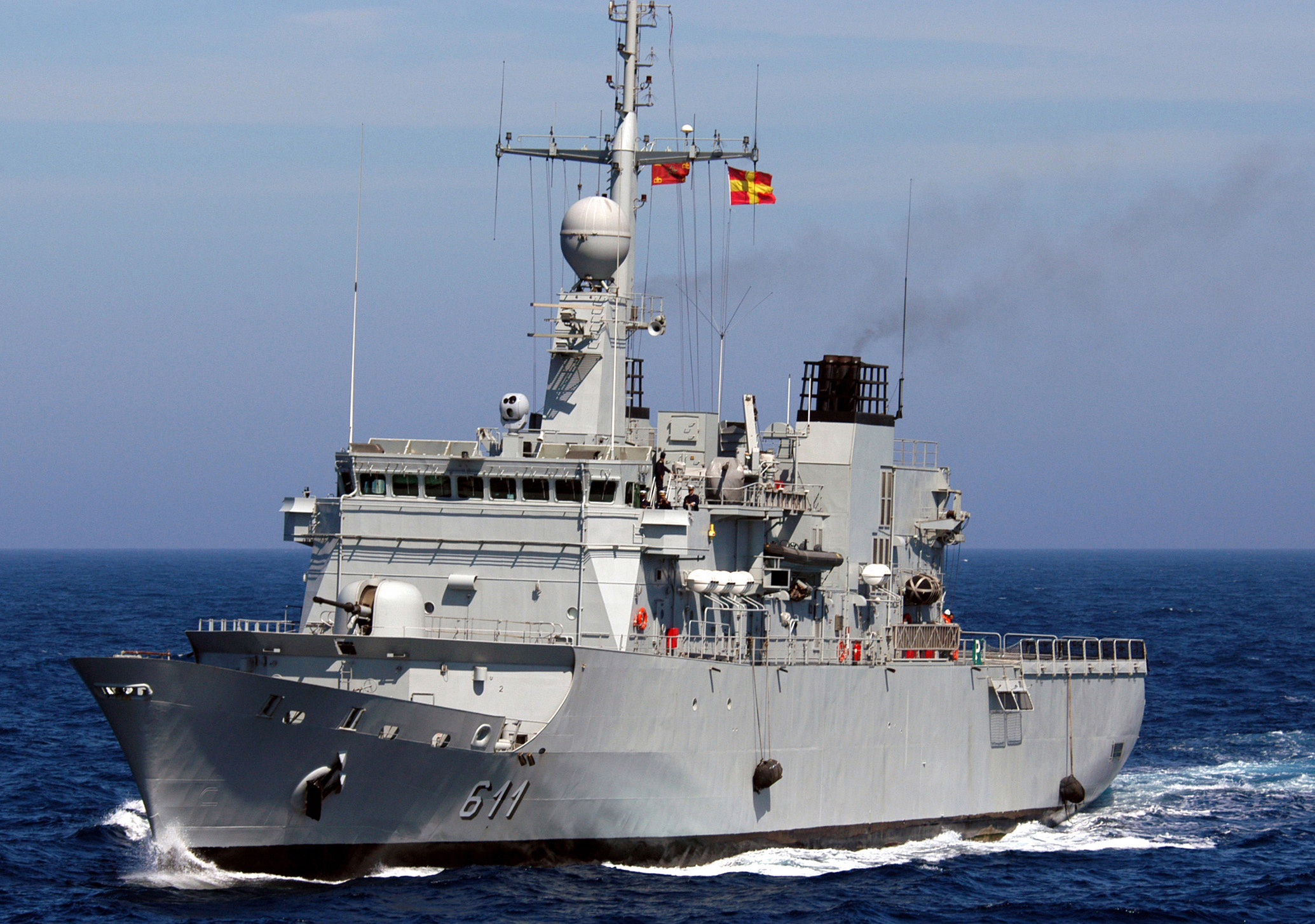
Фрегат класу "Флореаль" Королівських ВМС Марокко Мохаммед V.
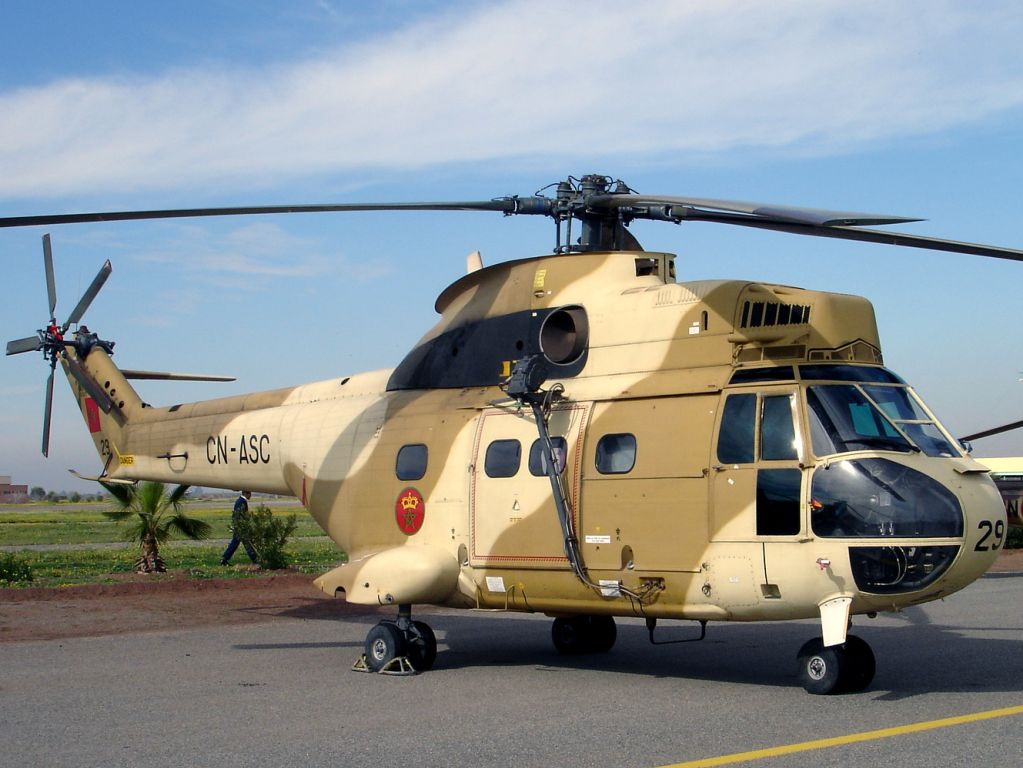
Королівські ВПС Марокко SA330 Puma.

## Читайте також
- Допоміжні сили - воєнізовані сили, що складаються з ветеранів армії, які під командуванням Міністерства внутрішніх справ доповнюють армію, жандармерію та поліцію, коли це необхідно.